# Brucita
Brucita là một chi bọ cánh cứng trong họ Chrysomelidae.
Chi này được Wilcox miêu tả khoa học năm 1965.

## Các loài
Chi này gồm các loài:
- Brucita marmorata (Jacoby, 1886)